# Raussendorf (Adelsgeschlecht)

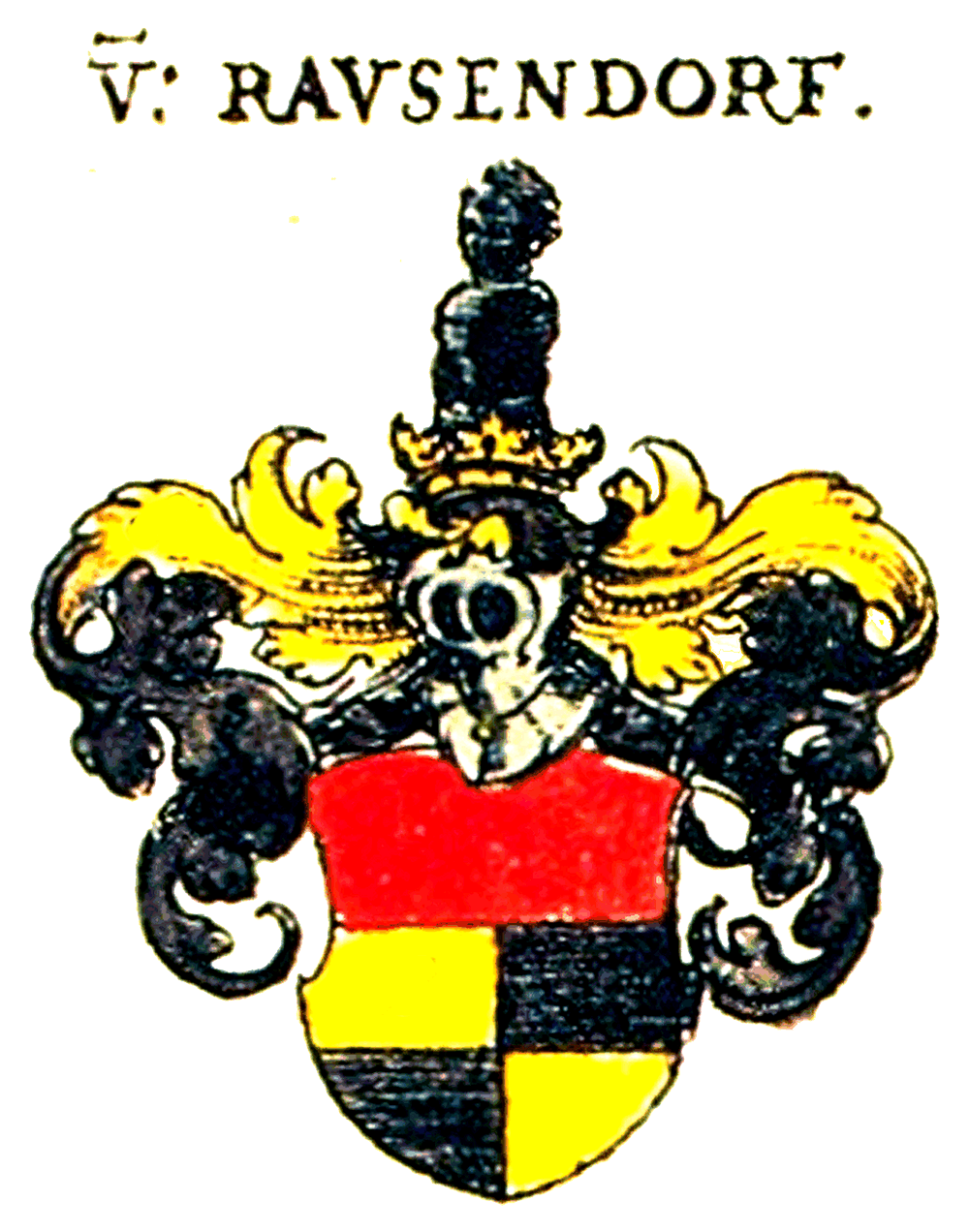
Wappen in Siebmachers Wappenbuch 1605

Raussendorf (auch Ruschindorf, Raußendorf, Rawsendorf, Rausendorf, Raussendorff, Rausendorff, Rauschendorf) war ein schlesisches Adelsgeschlecht.

## Geschichte
Das Geschlecht erscheint um 1240 erstmals urkundlich mit einem von Russendorff auf Rackwitz und am 20. September 1287 mit Heinrich de Ruzendorf auf Groß-Rackwitz und Höfel bei Löwenberg, mit dem die Stammreihe des schlesischen Stammes beginnt.
In der Oberlausitz besaß die Familie mehrere Güter, unter anderem in Spremberg und Plagwitz (heute Płakowice). Urkundlich finden sich ihre Spuren in Bautzen (1295), zu Gaußig (1389), in Görlitz (1392) und im gleichen Jahr in Dörfern, die im Weichbild Budissin lagen, so Spremberg, Friedersdorf, heute Ortsteil der Stadt Neusalza-Spremberg und Taubenheim. Die genannten Dörfer waren bäuerliche Ansiedlungen, die einerseits dem Bistum Meißen zinspflichtig waren und andererseits der Obergerichtsbarkeit der Könige Böhmens unterstanden. Die Landadligen von Raußendorf waren von 1392 bis 1563, also 171 Jahre lang, die alleinigen Besitzer des Dorfes Spremberg und prägten dessen Entwicklung.

## Wappen
Das geteilte Wappen ist oben rot, unten von Gold und Schwarz geviert. Auf dem Helm mit schwarz-goldenen Helmdecken ein wachsender Mohr mit gestümmelten Armen.

## Bekannte Namensträger
- Hans und Heinrich von Raussendorf (Sen.), Gebrüder, königlich-böhmische Vasallen, u. a. Besitzer des Dorfes Spremberg 1392
- Heinrich von Raussendorf (Jun.), böhmischer Lehensmann, „Ritter zu Spremberg“, Gegner der Hussiten, Kämpfer in der Schlacht bei Aussig (1426), Deputierter des Adels, Grundherr von Spremberg (1408 bis 1429), Widersacher des fahnenflüchtigen Waffengefährten und Herrn zu Großschönau, Peter von Maxen
- Sigmund von Raussendorf, Bruder des Geistlichen Friedrich v. R., Gegner der Hussiten, Grundherr von Spremberg  um 1430, Verbündeter des adligen böhmischen Raubritters Mixi Panczer von Smoyn
- Friedrich von Raussendorf (* um 1380; † um 1430 in Spremberg, Oberlausitz), Pfarrer der Kirchgemeinde Spremberg
- Hennigke von Rausendorf, führte als Mitglied der adligen Grundherrschaft 1555 die Reformation im katholischen Kirchdorf Spremberg ein
- Wolf Conrad von Raussendorf, Hammermeister um 1705 in Keula
- Adam von Raussendorf, Hammermeister um  1585 in Sänitz